# Danh sách tác phẩm của Leonardo da Vinci
Nhà bác học người Ý Leonardo da Vinci (1452–1519) là một "vĩ nhân" thời kỳ Phục hưng (Renaissance Great Man), ông có sức ảnh hưởng vô cùng lớn đến nền nghệ thuật sau này. Hiện nay, chỉ có khoảng tám tác phẩm lớn là: Sự sùng kính của các hiền sĩ, Thánh Jerome ở chốn hoang vu, Đức mẹ đồng trinh trong hang đá, Bữa ăn tối cuối cùng, trần nhà của Sala delle Asse, Trinh nữ và Hài nhi với Thánh Anne và Thánh John tẩy giả được các nhà nghệ thuật xác định chắc chắn là của Leonardo, trong đó bức Trinh nữ và Hài nhi với Thánh Anne và Mona Lisa gây ra rất ít hoặc không gây tranh cãi trong quá khứ về độ chính xác. Mười tác phẩm được bổ sung thêm được nhiều người cho là tác phẩm của ông, mặc dù hầu hết trước đây đã gây tranh cãi hoặc nghi ngờ đáng kể: Anunciation, Madonna of the Carnation, Lễ rửa tội của Chúa Kitô (với thầy của ông, Verrocchio), Ginevra de' Benci, Madonna Benois, Chân dung một nhạc sĩ (có thể có sự hỗ trợ của xưởng vẽ), Người đàn bà và con chồn, La belle ferronnière, Đức mẹ đồng trinh trong hang đá phiên bả London (với sự hỗ trợ của xưởng vẽ), Chân dung của Isabella d'Este và Thánh John tẩy giả.

## Các tác phẩm chính còn tồn tại
Chú giải:     Tác phẩm hợp tác (hoàn thành một phần) · 
  ‡   Có thể là tác phẩm hợp tác (không chắc chắn)
| Đã được chấp nhận rộng rãi | Các tác phẩm được nhất trí chấp nhận                                        |
| Được chấp nhận rộng rãi    | Được phần lớn các học giả hiện đại chấp nhận                                |
| Gây tranh cãi              | Được chấp nhận bởi hầu hết các học giả hiện đại nhưng vẫn còn gây tranh cãi |

| Tiêu đề và hình ảnh                                                             | Năm | Chất liệu                                                          | Kích thước                          | Vị trí                                    |
| ------------------------------------------------------------------------------- | --- | ------------------------------------------------------------------ | ----------------------------------- | ----------------------------------------- |
| Annunciation (Truyền tin)                                                       | k. 1472–1476 | Sơn dầu và màu keo tempera trứng gà trên bảng vẽ                   | 98 cm × 217 cm 39 in × 85 in        | Uffizi, Florence                          |
|                                                                                 | Được chấp nhận rộng rãi Được coi là tác phẩm còn tồn tại sớm nhất của Leonardo. Theo truyền thống, cho đến năm 1869, nó được gán cho thầy của Leonardo là Verrocchio nhưng bây giờ nó hầu như được gán cho Leonardo. Ghi công do Liphart đề xuất, được Bode, Lubke, Muller-Walde, Berenson, Clark, Goldscheider và những người khác chấp nhận. |                                                                    |                                     |                                           |
| Madonna of the Carnation                                                        | k. 1472–1478 | Sơn dầu trên bảng vẽ                                               | 62 cm × 47,5 cm 24,4 in × 18,7 in   | Alte Pinakothek, Munich                   |
|                                                                                 | Được chấp nhận rộng rãi Thường được chấp nhận là Leonardo, nhưng có một số nét vẽ quá mức, có thể là của một nghệ sĩ người Flemish. |                                                                    |                                     |                                           |
| The Baptism of Christ · (Lễ rửa tội của Chúa)                                   | k. 1474–1478 | Sơn dầu và màu keo tempera trên bảng vẽ                            | 177 cm × 151 cm 70 in × 59 in       | Uffizi, Florence                          |
|                                                                                 | Được chấp nhận rộng rãi (Verrocchio và Leonardo) Được vẽ chủ yếu bởi Verrocchio, những đóng góp của Leonardo bao gồm thiên thần ở phía bên trái, một số cảnh nền và thân của Chúa Kitô. |                                                                    |                                     |                                           |
| Ginevra de' Benci                                                               | k. 1474–1480 | Sơn dầu và màu keo trên bảng vẽ                                    | 38,8 cm × 36,7 cm 15,3 in × 14,4 in | National Gallery of Art, Washington, D.C. |
|                                                                                 | Được chấp nhận rộng rãi Được hầu hết các nhà nghệ thuật cho là của Leonardo nhưng vẫn còn gây tranh cãi. |                                                                    |                                     |                                           |
| Madonna Benois (Thánh mẫu Benois)                                               | k. 1478–1481 | Sơn dầu trên gỗ (sau được chuyển sang toan vải)                    | 49,5 cm × 33 cm 19,5 in × 13,0 in   | Hermitage, Saint Petersburg               |
|                                                                                 | Được chấp nhận rộng rãi |                                                                    |                                     |                                           |
| The Adoration of the Magi (Sự sùng kính của các hiền sĩ) (chưa hoàn thành)      | k. 1478–1482 | Sơn dầu (lót)trên bảng vẽ gỗ                                       | 240 cm × 250 cm 94 in × 98 in       | Uffizi, Florence                          |
|                                                                                 | Đã được chấp nhận rộng rãi Nghiên cứu của Maurizio Seracini hiện đã chứng minh rằng có ít nhất hai lớp sơn bóng, chủ yếu ở nửa dưới của bức tranh đã được thêm vào thế kỷ 18-19. |                                                                    |                                     |                                           |
| Saint Jerome in the Wilderness (Thánh Jerome ở chốn hoang vu) (chưa hoàn thành) | k. 1480–1490 | Sơn dầu và màu keo trên gỗ óc chó                                  | 103 cm × 75 cm 41 in × 30 in        | Vatican Museums                           |
|                                                                                 | Đã được chấp nhận rộng rãi |                                                                    |                                     |                                           |
| Madonna Litta · (Thánh mẫu Litta)                                               | k. 1481–1495 | Màu keo hoặc sơn dầu                                               | 42 cm × 33 cm 17 in × 13 in         | Hermitage, Saint Petersburg               |
|                                                                                 | Được chấp nhận rộng rãi |                                                                    |                                     |                                           |
| Virgin of the Rocks (Đức mẹ đồng trinh trong hang đá) (Phiên bản Louvre)        | k. 1483–1493 | Sơn dầu trên gỗ, sau được chuyển sang toan vải.                    | 199 cm × 122 cm 78 in × 48 in       | Louvre, Paris                             |
|                                                                                 | Đã được chấp nhận rộng rãi |                                                                    |                                     |                                           |
| Portrait of a Musician (Chân dung một nhạc sĩ) (chưa hoàn thành) ‡              | k. 1483–1487 | Sơn dầu (và màu keo?) trên gỗ óc chó                               | 45 cm × 32 cm 18 in × 13 in         | Pinacoteca Ambrosiana, Milan              |
|                                                                                 | Gây tranh cãi Được các nhà nghệ thuật cho rằng khuôn mặt là do Leonardo vẽ còn cơ thể là do các học trò Leonardeschi, Giovanni Antonio Boltraffio và Giovanni Ambrogio de Predis của ông vẽ. |                                                                    |                                     |                                           |
| Lady with an Ermine (Người đàn bà và con chồn)                                  | k. 1489–1491 | Sơn dầu trên gỗ óc chó.                                            | 54 cm × 39 cm 21 in × 15 in         | Czartoryski Museum, Kraków                |
|                                                                                 | Được chấp nhận rộng rãi Được hầu hết các nhà nghệ thuật cho là của Leonardo nhưng vẫn còn gây tranh cãi. |                                                                    |                                     |                                           |
| La Belle Ferronnière                                                            | k. 1490–1498 | Sơn dầu trên gỗ óc chó.                                            | 62 cm × 44 cm 24 in × 17 in         | Louvre, Paris                             |
|                                                                                 | Được chấp nhận rộng rãi Được hầu hết các nhà nghệ thuật cho là của Leonardo nhưng vẫn còn gây tranh cãi. |                                                                    |                                     |                                           |
| Virgin of the Rocks · (Đức mẹ đồng trinh trong hang đá) · (Phiên bản ở London)  | k. 1491–1508 | Sơn dầu                                                            | 18,5 cm × 120 cm 7,3 in × 47,2 in   | National Gallery, London                  |
|                                                                                 | Được chấp nhận rộng rãi |                                                                    |                                     |                                           |
| The Last Supper (Bữa ăn tối cuối cùng)                                          | k. 1492–1498 | Màu keo trên đá thạch cao.                                         | 460 cm × 880 cm 180 in × 350 in     | Tu viện Santa Maria, Milan                |
|                                                                                 | Đã được chấp nhận rộng rãi |                                                                    |                                     |                                           |
| Sala delle Asse                                                                 | k. 1497–1499 | Màu keo                                                            |                                     | Castello Sforzesco, Milan                 |
|                                                                                 | Đã được chấp nhận rộng rãi |                                                                    |                                     |                                           |
| The Virgin and Child with Saint Anne and Saint John the Baptist                 | k. 1499–1508 | Than, phấn đen và trắng trên giấy màu, gắn trên toan vải.          | 142 cm × 105 cm 56 in × 41 in       | National Gallery, London                  |
|                                                                                 | Đã được chấp nhận rộng rãi |                                                                    |                                     |                                           |
| Portrait of Isabella d'Este (Chân dung Isabella d'Este)                         | k. 1499–1500 | Phấn đen đỏ, phấn vàng pastel trên giấy.                           | 61 cm × 46,5 cm 24,0 in × 18,3 in   | Louvre, Paris                             |
|                                                                                 | Gây tranh cãi Những bức thư ghi lại ít nhất hai bức vẽ chân dung của Isabella d'Este vào năm 1501–1506, yêu cầu của bà là thực hiện bức chân dung đã hứa bằng màu sắc. |                                                                    |                                     |                                           |
| Madonna of the Yarnwinder · (The Buccleuch Madonna)                             | k. 1499–1508 | Sơn dầu trên gỗ óc chó                                             | 48,9 cm × 36,8 cm 19,3 in × 14,5 in | Scottish National Gallery, Edinburgh      |
|                                                                                 | Gây tranh cãi (Leonardo cùng các họa sĩ khác) Leonardo được ghi nhận là đang thực hiện một bức tranh về chủ đề này ở Florence vào năm 1501 nhưng dường như nó đã được giao cho người bảo trợ của nó vào năm 1507. |                                                                    |                                     |                                           |
| Salvator Mundi ‡                                                                | k. 1499–1510 | Sơn dầu trên gỗ.                                                   | 65,6 cm × 45,4 cm 25,8 in × 17,9 in | Unknown                                   |
|                                                                                 | Gây tranh cãi Trước đây được cho là bản sao sau này của bức tranh gốc bị thất lạc. Được mua vào năm 2005 và phục hồi, nó chỉ được một số người chấp nhận là bản gốc của Leonardo. Những thay đổi về bố cục được tìm thấy ở ngón tay cái của bàn tay phải của Chúa Kitô và những nơi khác là dấu hiệu cho thấy bức tranh có tư cách là một "bản gốc". Bức tranh đã lập kỷ lục mới về giá bán (450 triệu USD) khi được Christie's bán đấu giá vào năm 2017. Matthew Landrus coi nó chủ yếu là tác phẩm của Bernardino Luini. Trong bộ phim tài liệu The Lost Leonardo năm 2021, Frank Zöllner nói: "Bạn có những phần cũ của bức tranh là nguyên bản—đây là của các học sinh—và những phần mới của bức tranh, trông giống Leonardo, nhưng chúng là của người phục chế. Ở một khía cạnh nào đó, nó là một kiệt tác của Dianne Modestini". Vào năm 2021, Prado của Tây Ban Nha đã hạ cấp bức tranh xuống chỉ được ghi công một phần. Vào năm 2022, Encyclopædia Britannica ghi nhận: "không có hồ sơ chính thức nào về tác phẩm của bức tranh chính thức tồn tại". |                                                                    |                                     |                                           |
| Madonna of the Yarnwinder · (The Lansdowne Madonna)                             | k. 1501–1508 | Sơn dầu trên gỗ (sau được chuyển sang toan vải và dán lại trên gỗ) | 50,2 cm × 36,4 cm 19,8 in × 14,3 in | Private collection, New York City         |
|                                                                                 | Gây tranh cãi |                                                                    |                                     |                                           |
| The Virgin and Child with Saint Anne (Trinh nữ và Hài nhi với Thánh Anne)       | k. 1501–1519 | Sơn dầu trên gỗ                                                    | 168 cm × 112 cm 66 in × 44 in       | Louvre, Paris                             |
|                                                                                 | Đã được chấp nhận rộng rãi |                                                                    |                                     |                                           |
| Mona Lisa (chưa hoàn thành)                                                     | k. 1502–1516 | Sơn dầu trên gỗ dương                                              | 76,8 cm × 53 cm 30,2 in × 20,9 in   | Louvre, Paris                             |
|                                                                                 | Đã được chấp nhận rộng rãi }} |                                                                    |                                     |                                           |
| La Scapigliata (chưa hoàn thành)                                                | k. 1506–1508 | Đất, hổ phách và chì trắng trên gỗ                                 | 24,7 cm × 21 cm 9,7 in × 8,3 in     | Galleria Nazionale, Parma                 |
|                                                                                 | Gây tranh cãi |                                                                    |                                     |                                           |
| Saint John the Baptist (Thánh John tẩy giả)                                     | k. 1507–1516 | Sơn dầu trên gỗ óc chó.                                            | 69 cm × 57 cm 27 in × 22 in         | Louvre, Paris                             |
|                                                                                 | Được chấp nhận rộng rãi Tác phẩm được cho là cuối cùng của Leonardo. |                                                                    |                                     |                                           |

## Bản thảo
| Tiêu đề và hình ảnh                                                               | Thời gian | Chữ viết tắt | Trang | Vị trí |
| --------------------------------------------------------------------------------- | --- | --- | --- | --- |
| Codex Atlanticus                                                                  | 1478–1519 | C.A. | 1,119 | Pinacoteca Ambrosiana, Milan |
| Nỏ khổng lồ (C.A.149b-r/53v-b)                                                    | 12 tập, được đối chiếu bởi nhà điêu khắc Pompeo Leoni. | 12 tập, được đối chiếu bởi nhà điêu khắc Pompeo Leoni. | 12 tập, được đối chiếu bởi nhà điêu khắc Pompeo Leoni. | 12 tập, được đối chiếu bởi nhà điêu khắc Pompeo Leoni. |
| Codex Windsor                                                                     | 1478–1518 | W. | 153 | Royal Collection, Windsor |
| Thai nhi trong bụng mẹ (W.19102r)                                                 | Những bức vẽ này đã được Pompeo Leoni dán vào một cuốn album, có lẽ đã nằm trong bộ sưu tập của hoàng gia Anh dưới triều đại của Charles II, và đã được gỡ bỏ khỏi bìa sách vào thế kỷ 19. | Những bức vẽ này đã được Pompeo Leoni dán vào một cuốn album, có lẽ đã nằm trong bộ sưu tập của hoàng gia Anh dưới triều đại của Charles II, và đã được gỡ bỏ khỏi bìa sách vào thế kỷ 19. | Những bức vẽ này đã được Pompeo Leoni dán vào một cuốn album, có lẽ đã nằm trong bộ sưu tập của hoàng gia Anh dưới triều đại của Charles II, và đã được gỡ bỏ khỏi bìa sách vào thế kỷ 19. | Những bức vẽ này đã được Pompeo Leoni dán vào một cuốn album, có lẽ đã nằm trong bộ sưu tập của hoàng gia Anh dưới triều đại của Charles II, và đã được gỡ bỏ khỏi bìa sách vào thế kỷ 19. |
| Codex Arundel                                                                     | 1480–1518 | B.L., Arundel MS. or Br.M. | 283 | British Library, London |
| Thiết bị lặn (B.L.24v)                                                            | | | | |
| Codex Trivulzianus                                                                | k. 1487–1490 | Triv. | 55 (ban đầu là 62) | Biblioteca Trivulziana, Castello Sforzesco, Milan |
| Danh sách có chân dung hồ sơ (Triv.30r)                                           | | | | |
| Codex Forster                                                                     | 1487–1505 | I, II và III (bao gồm I1, I2 và II2), trước đây bảo tàng South Kensington Museum (S.K.M) gọi là I, II và III | 354 | Victoria and Albert Museum, London |
| Xác định thể tích của chất rắn đều và không đều (Forster I.7r)                    | Năm cuốn sổ tay bỏ túi được đóng thành ba tập, được liệt kê ở đây theo thứ tự thời gian: I2 (Milan, k. 1487–1490): Thảo luận về kỹ thuật thủy lực, sự chuyển động và dâng lên của nước và chuyển động vĩnh viễn. III (Milan, k. 1490–1493): Ghi chú về hình học, trọng lượng và thủy lực xen kẽ với các bản phác thảo về chân ngựa, những thiết kế cho trang phục khiêu vũ và mô tả về giải phẫu đầu người. II1 (Milan, k. 1495): Ghi chú về lý thuyết tỷ lệ và các tài liệu linh tinh khác. II2 (Milan, 1495–1497): Ghi chú về lý thuyết trọng lượng, lực kéo, ứng suất và sự cân bằng. I1 (Florence, 1505): Lưu ý về phép đo vật rắn và cấu trúc liên kết. | Năm cuốn sổ tay bỏ túi được đóng thành ba tập, được liệt kê ở đây theo thứ tự thời gian: I2 (Milan, k. 1487–1490): Thảo luận về kỹ thuật thủy lực, sự chuyển động và dâng lên của nước và chuyển động vĩnh viễn. III (Milan, k. 1490–1493): Ghi chú về hình học, trọng lượng và thủy lực xen kẽ với các bản phác thảo về chân ngựa, những thiết kế cho trang phục khiêu vũ và mô tả về giải phẫu đầu người. II1 (Milan, k. 1495): Ghi chú về lý thuyết tỷ lệ và các tài liệu linh tinh khác. II2 (Milan, 1495–1497): Ghi chú về lý thuyết trọng lượng, lực kéo, ứng suất và sự cân bằng. I1 (Florence, 1505): Lưu ý về phép đo vật rắn và cấu trúc liên kết. | Năm cuốn sổ tay bỏ túi được đóng thành ba tập, được liệt kê ở đây theo thứ tự thời gian: I2 (Milan, k. 1487–1490): Thảo luận về kỹ thuật thủy lực, sự chuyển động và dâng lên của nước và chuyển động vĩnh viễn. III (Milan, k. 1490–1493): Ghi chú về hình học, trọng lượng và thủy lực xen kẽ với các bản phác thảo về chân ngựa, những thiết kế cho trang phục khiêu vũ và mô tả về giải phẫu đầu người. II1 (Milan, k. 1495): Ghi chú về lý thuyết tỷ lệ và các tài liệu linh tinh khác. II2 (Milan, 1495–1497): Ghi chú về lý thuyết trọng lượng, lực kéo, ứng suất và sự cân bằng. I1 (Florence, 1505): Lưu ý về phép đo vật rắn và cấu trúc liên kết. | Năm cuốn sổ tay bỏ túi được đóng thành ba tập, được liệt kê ở đây theo thứ tự thời gian: I2 (Milan, k. 1487–1490): Thảo luận về kỹ thuật thủy lực, sự chuyển động và dâng lên của nước và chuyển động vĩnh viễn. III (Milan, k. 1490–1493): Ghi chú về hình học, trọng lượng và thủy lực xen kẽ với các bản phác thảo về chân ngựa, những thiết kế cho trang phục khiêu vũ và mô tả về giải phẫu đầu người. II1 (Milan, k. 1495): Ghi chú về lý thuyết tỷ lệ và các tài liệu linh tinh khác. II2 (Milan, 1495–1497): Ghi chú về lý thuyết trọng lượng, lực kéo, ứng suất và sự cân bằng. I1 (Florence, 1505): Lưu ý về phép đo vật rắn và cấu trúc liên kết. |
| Paris Manuscripts                                                                 | 1488–1505 | A, B, C, D, E, F, G, H (bao gồm H1, H2 và H3), I (bao gồm I1 và I2), K (bao gồm K1, K2 and K3), L and M | hơn 2,500 trang | Bibliothèque de l'Institut de France, Paris |
| Vít trên không (chi tiết của B.83v) Vertically standing Máy bay cánh chim (B.80r) | 12 tập, ở đây liệt kê theo thứ tự thời gian: B (1488–1490; 84 trang): Sổ ghi chép bao gồm các thiết kế cho máy bay (bao gồm cả "máy bay trực thăng"), tàu ngầm, nhà thờ được quy hoạch tập trung và cỗ máy chiến tranh. C (1490–91; 28 trang. Bị thiếu một phần.) Chuyên luận về ánh sáng và bóng râm; cũng thảo luận về dòng nước. A (k. 1492): Mảnh vỡ của MS lớn hơn bao gồm Codex Ashburnham II. Các chủ đề bao gồm hội họa, phối cảnh, nước và cơ học. H (1493–94; 142 trang): Ba cuốn sổ tay bỏ túi được buộc lại với nhau. Thảo luận về hình học Euclide và thiết kế vật liệu vẽ. M (cuối những năm 1490–1500; 48 trang): Một cuốn sổ tay bỏ túi về hình học, đạn đạo và thực vật học. L (1497–1502; 94 trang): Một cuốn sổ tay về kỹ thuật quân sự, được Leonardo sử dụng khi ông còn làm việc cho Cesare Borgia. K (1503–1508; 128 trang): Ba cuốn sổ tay bỏ túi, chủ yếu về hình học. I (1497–1505; 139 trang): Hai cuốn sổ tay bỏ túi có ghi chú về hình học, kiến trúc, tiếng Latin, phối cảnh và tỷ lệ dành cho họa sĩ. D (1508–09; 10 trang với 20 hình vẽ): Thảo luận lý thuyết về thị giác. F (1508–1513; 96 trang): Thảo luận về nước, quang học, địa chất và thiên văn học. E (1513–14, ban đầu có 96 trang): Thảo luận về trọng lượng và tác dụng của trọng lực, một phát minh để thoát nước cho Đầm lầy Pontine, hình học, hội họa và đường bay của chim. G (1510–1515; 93 trang): Chủ yếu thảo luận về thực vật học. | 12 tập, ở đây liệt kê theo thứ tự thời gian: B (1488–1490; 84 trang): Sổ ghi chép bao gồm các thiết kế cho máy bay (bao gồm cả "máy bay trực thăng"), tàu ngầm, nhà thờ được quy hoạch tập trung và cỗ máy chiến tranh. C (1490–91; 28 trang. Bị thiếu một phần.) Chuyên luận về ánh sáng và bóng râm; cũng thảo luận về dòng nước. A (k. 1492): Mảnh vỡ của MS lớn hơn bao gồm Codex Ashburnham II. Các chủ đề bao gồm hội họa, phối cảnh, nước và cơ học. H (1493–94; 142 trang): Ba cuốn sổ tay bỏ túi được buộc lại với nhau. Thảo luận về hình học Euclide và thiết kế vật liệu vẽ. M (cuối những năm 1490–1500; 48 trang): Một cuốn sổ tay bỏ túi về hình học, đạn đạo và thực vật học. L (1497–1502; 94 trang): Một cuốn sổ tay về kỹ thuật quân sự, được Leonardo sử dụng khi ông còn làm việc cho Cesare Borgia. K (1503–1508; 128 trang): Ba cuốn sổ tay bỏ túi, chủ yếu về hình học. I (1497–1505; 139 trang): Hai cuốn sổ tay bỏ túi có ghi chú về hình học, kiến trúc, tiếng Latin, phối cảnh và tỷ lệ dành cho họa sĩ. D (1508–09; 10 trang với 20 hình vẽ): Thảo luận lý thuyết về thị giác. F (1508–1513; 96 trang): Thảo luận về nước, quang học, địa chất và thiên văn học. E (1513–14, ban đầu có 96 trang): Thảo luận về trọng lượng và tác dụng của trọng lực, một phát minh để thoát nước cho Đầm lầy Pontine, hình học, hội họa và đường bay của chim. G (1510–1515; 93 trang): Chủ yếu thảo luận về thực vật học. | 12 tập, ở đây liệt kê theo thứ tự thời gian: B (1488–1490; 84 trang): Sổ ghi chép bao gồm các thiết kế cho máy bay (bao gồm cả "máy bay trực thăng"), tàu ngầm, nhà thờ được quy hoạch tập trung và cỗ máy chiến tranh. C (1490–91; 28 trang. Bị thiếu một phần.) Chuyên luận về ánh sáng và bóng râm; cũng thảo luận về dòng nước. A (k. 1492): Mảnh vỡ của MS lớn hơn bao gồm Codex Ashburnham II. Các chủ đề bao gồm hội họa, phối cảnh, nước và cơ học. H (1493–94; 142 trang): Ba cuốn sổ tay bỏ túi được buộc lại với nhau. Thảo luận về hình học Euclide và thiết kế vật liệu vẽ. M (cuối những năm 1490–1500; 48 trang): Một cuốn sổ tay bỏ túi về hình học, đạn đạo và thực vật học. L (1497–1502; 94 trang): Một cuốn sổ tay về kỹ thuật quân sự, được Leonardo sử dụng khi ông còn làm việc cho Cesare Borgia. K (1503–1508; 128 trang): Ba cuốn sổ tay bỏ túi, chủ yếu về hình học. I (1497–1505; 139 trang): Hai cuốn sổ tay bỏ túi có ghi chú về hình học, kiến trúc, tiếng Latin, phối cảnh và tỷ lệ dành cho họa sĩ. D (1508–09; 10 trang với 20 hình vẽ): Thảo luận lý thuyết về thị giác. F (1508–1513; 96 trang): Thảo luận về nước, quang học, địa chất và thiên văn học. E (1513–14, ban đầu có 96 trang): Thảo luận về trọng lượng và tác dụng của trọng lực, một phát minh để thoát nước cho Đầm lầy Pontine, hình học, hội họa và đường bay của chim. G (1510–1515; 93 trang): Chủ yếu thảo luận về thực vật học. | 12 tập, ở đây liệt kê theo thứ tự thời gian: B (1488–1490; 84 trang): Sổ ghi chép bao gồm các thiết kế cho máy bay (bao gồm cả "máy bay trực thăng"), tàu ngầm, nhà thờ được quy hoạch tập trung và cỗ máy chiến tranh. C (1490–91; 28 trang. Bị thiếu một phần.) Chuyên luận về ánh sáng và bóng râm; cũng thảo luận về dòng nước. A (k. 1492): Mảnh vỡ của MS lớn hơn bao gồm Codex Ashburnham II. Các chủ đề bao gồm hội họa, phối cảnh, nước và cơ học. H (1493–94; 142 trang): Ba cuốn sổ tay bỏ túi được buộc lại với nhau. Thảo luận về hình học Euclide và thiết kế vật liệu vẽ. M (cuối những năm 1490–1500; 48 trang): Một cuốn sổ tay bỏ túi về hình học, đạn đạo và thực vật học. L (1497–1502; 94 trang): Một cuốn sổ tay về kỹ thuật quân sự, được Leonardo sử dụng khi ông còn làm việc cho Cesare Borgia. K (1503–1508; 128 trang): Ba cuốn sổ tay bỏ túi, chủ yếu về hình học. I (1497–1505; 139 trang): Hai cuốn sổ tay bỏ túi có ghi chú về hình học, kiến trúc, tiếng Latin, phối cảnh và tỷ lệ dành cho họa sĩ. D (1508–09; 10 trang với 20 hình vẽ): Thảo luận lý thuyết về thị giác. F (1508–1513; 96 trang): Thảo luận về nước, quang học, địa chất và thiên văn học. E (1513–14, ban đầu có 96 trang): Thảo luận về trọng lượng và tác dụng của trọng lực, một phát minh để thoát nước cho Đầm lầy Pontine, hình học, hội họa và đường bay của chim. G (1510–1515; 93 trang): Chủ yếu thảo luận về thực vật học. |
| Codex Madrid                                                                      | 1490–1504 | Madrid I và Madrid II | | Biblioteca Nacional de España, Madrid |
| Bản vẽ khuôn đúc đồ sắt làm đầu ngựa Sforza (Madrid II.156v–157r)                 | 2 tập, được khám phá lại vào năm 1966: I (thập niên 1490): Chủ yếu quan tâm đến khoa học về cơ chế. II (1503–04): Các bản vẽ khác, bao gồm các bản đồ của Arno liên quan đến dự án chuyển hướng dòng chảy của nó cũng như các ghi chú và bản vẽ liên quan đến việc đúc tượng đài Sforza. | 2 tập, được khám phá lại vào năm 1966: I (thập niên 1490): Chủ yếu quan tâm đến khoa học về cơ chế. II (1503–04): Các bản vẽ khác, bao gồm các bản đồ của Arno liên quan đến dự án chuyển hướng dòng chảy của nó cũng như các ghi chú và bản vẽ liên quan đến việc đúc tượng đài Sforza. | 2 tập, được khám phá lại vào năm 1966: I (thập niên 1490): Chủ yếu quan tâm đến khoa học về cơ chế. II (1503–04): Các bản vẽ khác, bao gồm các bản đồ của Arno liên quan đến dự án chuyển hướng dòng chảy của nó cũng như các ghi chú và bản vẽ liên quan đến việc đúc tượng đài Sforza. | 2 tập, được khám phá lại vào năm 1966: I (thập niên 1490): Chủ yếu quan tâm đến khoa học về cơ chế. II (1503–04): Các bản vẽ khác, bao gồm các bản đồ của Arno liên quan đến dự án chuyển hướng dòng chảy của nó cũng như các ghi chú và bản vẽ liên quan đến việc đúc tượng đài Sforza. |
| Codex Ashburnham                                                                  | k. 1492 | Ash.I. hoặc B.N.2037 (trước đây là một phần của MS.B.); Ash.II hoặc B.N.2038 (trước đây là một phần của MS.A. | | Bibliothèque de l'Institut de France, Paris |
| Nghiên cứu xây dựng theo quy hoạch tập trung (Ash.I.5v)                           | Hai tập, được lấy ra khỏi Bản thảo A và B của Paris và bán cho Bá tước Ashburnham, người đã trả lại chúng cho Paris vào năm 1890. | Hai tập, được lấy ra khỏi Bản thảo A và B của Paris và bán cho Bá tước Ashburnham, người đã trả lại chúng cho Paris vào năm 1890. | Hai tập, được lấy ra khỏi Bản thảo A và B của Paris và bán cho Bá tước Ashburnham, người đã trả lại chúng cho Paris vào năm 1890. | Hai tập, được lấy ra khỏi Bản thảo A và B của Paris và bán cho Bá tước Ashburnham, người đã trả lại chúng cho Paris vào năm 1890. |
| Codex on the Flight of Birds                                                      | dated 1505 | Turin | 18 | Biblioteca Reale, Turin |
| Những lưu ý về vị trí của con chim đang bay trong mối liên hệ với gió (Turin.8r)  | Ban đầu là một phần của Bản thảo Paris B; có lẽ đã bị Bá tước Guglielmo Libri đánh cắp vào khoảng năm 1840–1847. | Ban đầu là một phần của Bản thảo Paris B; có lẽ đã bị Bá tước Guglielmo Libri đánh cắp vào khoảng năm 1840–1847. | Ban đầu là một phần của Bản thảo Paris B; có lẽ đã bị Bá tước Guglielmo Libri đánh cắp vào khoảng năm 1840–1847. | Ban đầu là một phần của Bản thảo Paris B; có lẽ đã bị Bá tước Guglielmo Libri đánh cắp vào khoảng năm 1840–1847. |
| Codex Leicester                                                                   | 1506–1510 | Leic. | 72 | Bộ sưu tập riêng của Bill Gates, Hoa Kỳ |
| Nghiên cứu sự chiếu sáng của mặt trăng (Leic.1A (1r))                             | | | | |
| Codex Urbinas and libro A                                                         | k. 1530 | Urb. và L°A. | | Biblioteca Apostolica Vaticana |
|                                                                                   | Một tuyển tập các tác phẩm của Leonardo được biên soạn sau khi học trò của ông là Francesco Melzi qua đời. Một phiên bản rút gọn được xuất bản năm 1651 như một chuyên luận về hội họa (Trattato della Pittura). | | | |

## Tác phẩm bị mất
- Adam và Eva (1460 - 70)
- Dragon shield (1472)
- Head of Medusa
- San Bernardo Altarpiece (1477)
- The Battle of Anghiari (1504)
- Leda và thiên nga (1504 - 1508)

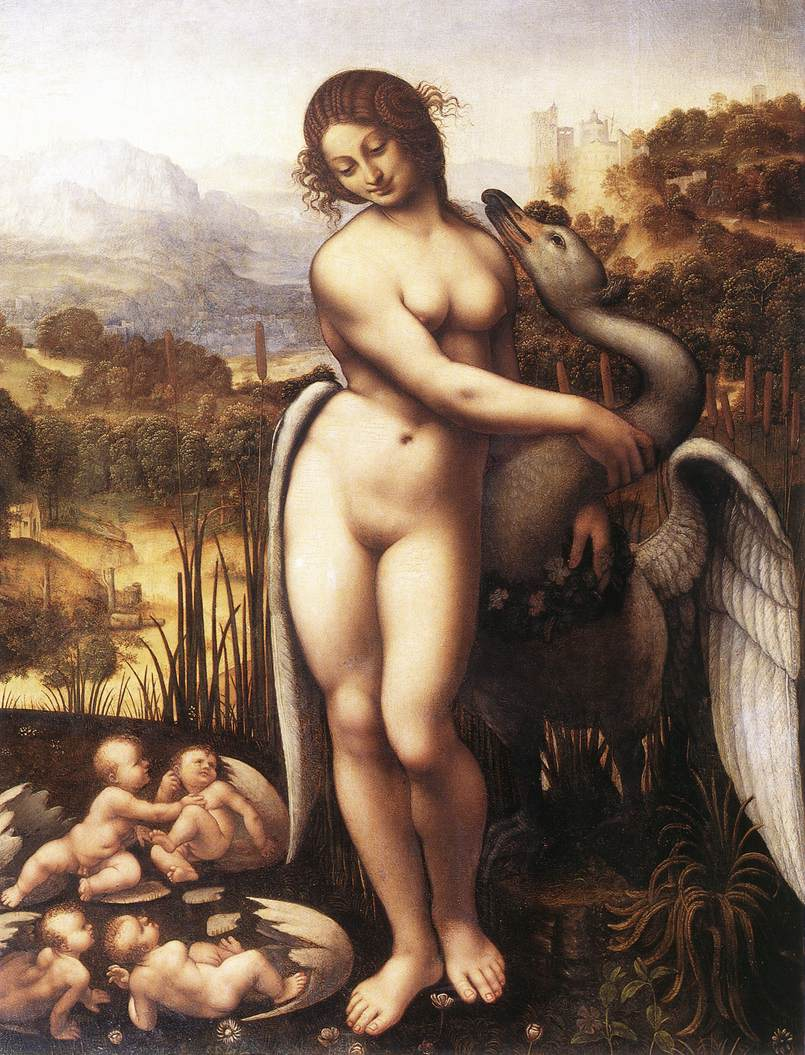
Leda và thiên nga, bản sao của Cesare da Sesto

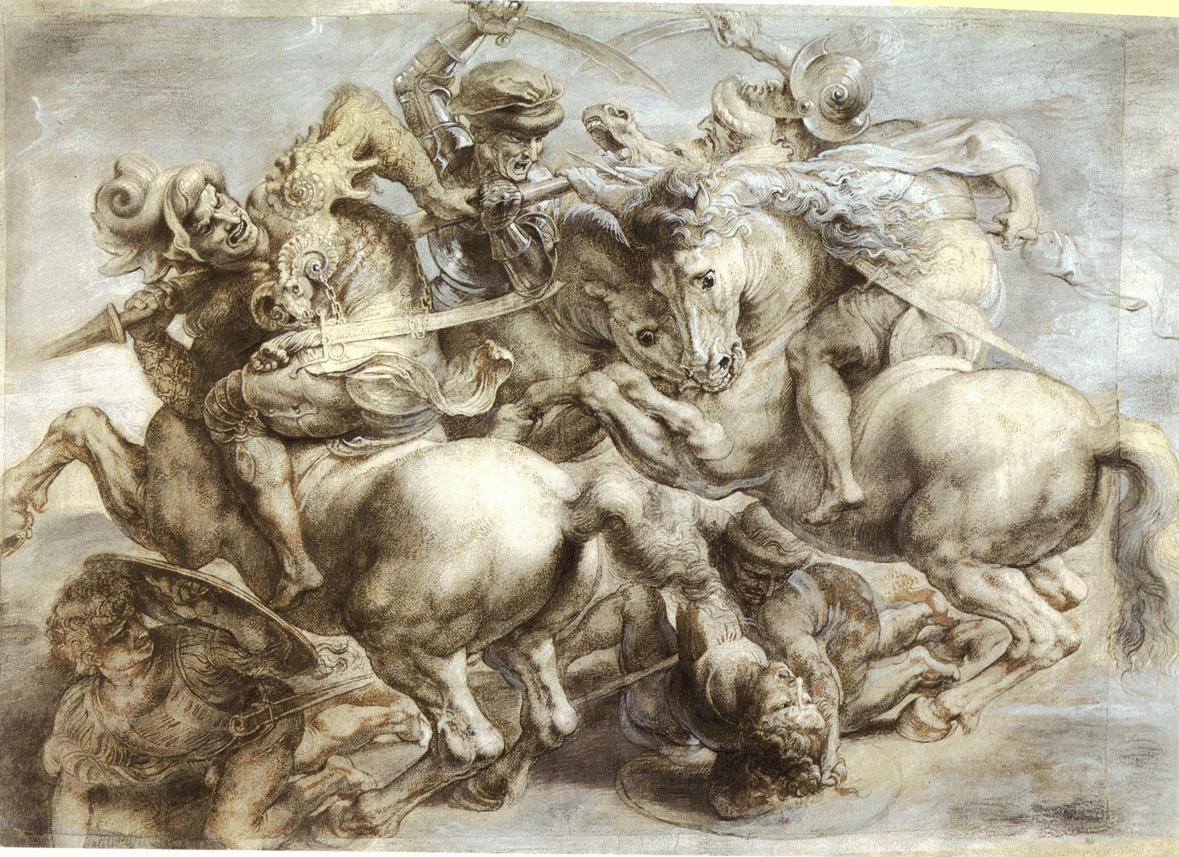
Trận Anghiari, bản sao của Peter Paul Rubens

- Angel of the Annunciation (1510 - 1513)

## Các tác phẩm gây tranh cãi
Chú giải:
       Tác phẩm có thể do nhiều người cùng thực hiện
| Tiêu đề và hình ảnh                                                 | Ngày | Chất liệu                                       | Kích thước                          | Địa điểm                                                |
| ------------------------------------------------------------------- | --- | ----------------------------------------------- | ----------------------------------- | ------------------------------------------------------- |
| Đức Mẹ và Hài Đồng với quả lựu (Đức Mẹ Dreyfus)                     | có thể khoảng k. 1469 | Sơn dầu trên gỗ                                 | 15,7 cm × 12,8 cm 6,2 in × 5,0 in   | National Gallery of Art, Washington, D.C.               |
|                                                                     | Trước đây được gán cho Verrocchio hoặc Lorenzo di Credi. Hầu hết các nhà phê bình cho rằng giải phẫu của Hài Đồng quá yếu để có thể chắc chắn là của Leonardo, nhưng một số người tin rằng đây là tác phẩm thời trẻ của ông. Suida đã gán tác phẩm này cho Leonardo vào năm 1929. Các sử gia nghệ thuật khác như Shearman và Morelli lại cho là của Verrocchio. Daniel Arasse bàn luận tác phẩm này như một tác phẩm thời trẻ của Leonardo trong chuyên khảo năm 1997 của ông. |                                                 |                                     |                                                         |
| Tobias và Thiên Thần                                                | k. 1473 | Sơn trứng tempera trên gỗ dương                 | 83,6 cm × 66 cm 32,9 in × 26,0 in   | National Gallery, London                                |
|                                                                     | **Xưởng của Verrocchio, có thể có sự đóng góp của Leonardo** Martin Kemp gợi ý rằng Leonardo có thể đã vẽ một phần của tác phẩm này, rất có thể là con cá. David Alan Brown, đại diện từ National Gallery ở Washington, thì cho rằng phần tranh con chó cũng là do ông thực hiện. |                                                 |                                     |                                                         |
| The Holy Infants Embracing                                          | k. 1486–1490 |                                                 |                                     |                                                         |
|                                                                     | Có nhiều phiên bản trong các bộ sưu tập tư nhân. |                                                 |                                     |                                                         |
| Portrait of a Lady in Profile                                       | k. 1493–1495 | Tempera và sơn dầu trên bảng gỗ                 | 51 cm × 34 cm 20 in × 13 in         | Pinacoteca Ambrosiana, Milan                            |
|                                                                     | Thường được gán cho Ambrogio de Predis. Theo Martin Kemp, Leonardo có thể đã chịu trách nhiệm “phác thảo cơ bản của hình ảnh”, dựa trên “chất lượng của nét vẽ ở đầu”. |                                                 |                                     |                                                         |
| La Bella Principessa                                                | 1495–1496 (Kemp) | Màu bột trên giấy da (vellum)                   | 33 cm × 22 cm 13,0 in × 8,7 in      | Bộ sưu tập tư nhân, Thụy Sĩ                             |
|                                                                     | Được Martin Kemp xác định là Leonardo dựa trên phong cách và xác nhận thông qua dấu vân tay. Các chuyên gia khác không đồng ý với xác định này. Tính đến năm 2010, các phương pháp phân tích dấu vân tay đã bị đặt câu hỏi. Sự hiện diện của các lỗ nhỏ cho thấy trang này từng thuộc Sforziada, một bản thảo giữ ở Warsaw; chi tiết này cho thấy tính xác thực. |                                                 |                                     |                                                         |
| Virgin of the Rocks Chéramy                                         | k. 1495–1497 (Pedretti) | Sơn dầu trên bảng gỗ, chuyển sang canvas        | 154,5 cm × 122 cm 60,8 in × 48,0 in | Bộ sưu tập tư nhân, Thụy Sĩ                             |
|                                                                     | Gán cho Leonardo và xưởng của ông bởi Carlo Pedretti; người khác cho rằng đây là bản sao từ Virgin of the Rocks của học trò Leonardo — Giampietrino. Được đề cập bởi Jean-Auguste-Dominique Ingres năm 1845 và Pierre Puvis de Chavannes; cả hai tin là bản gốc của Leonardo. |                                                 |                                     |                                                         |
| Madonna and Child with St Joseph hoặc Adoration of the Christ Child | giữa 1495 và 1500 | Tempera trên bảng                               | Diam. 87 cm (34 in)                 | Galleria Borghese, Rome                                 |
|                                                                     | Trước đây thống kê là tác phẩm của Fra Bartolomeo. Sau khi làm sạch gần đây, Galleria Borghese đã xem xét gán là tác phẩm thời trẻ của Leonardo, dựa trên dấu vân tay tương tự như trên Lady with an Ermine. Kết quả điều tra chưa được thông báo. |                                                 |                                     |                                                         |
| Young Christ                                                        | k. 1496 | Terracotta                                      |                                     | Bộ sưu tập tư nhân                                      |
|                                                                     | Theo Kemp, đầu tượng có thể là ứng viên gần nhất cho một tác phẩm điêu khắc tồn tại của Leonardo. |                                                 |                                     |                                                         |
| Portrait of Luca Pacioli                                            | k. 1495–1500 | Tempera trên bảng                               | 99 cm × 120 cm 39 in × 47 in        | Museo di Capodimonte, Naples                            |
|                                                                     | Bức tranh thường được gán cho Jacopo de' Barbari do có khắc chữ bí ẩn giống tên ông, nhưng một số người lại gán (ít nhất một phần) cho Leonardo, người đã bắt đầu hợp tác với Pacioli khi ông chuyển đến Milan năm 1496. Leonardo từng minh họa các đa diện Archimedean, bao gồm rhombicuboctahedron (hình trong chân dung), trong Divina proportione (1509). Theo một học giả: trong rhombicuboctahedron “chúng ta chắc chắn thấy bàn tay trái tuyệt diệu của Leonardo da Vinci, người đã vẽ những hình minh họa tuyệt vời cho De divina proportione, treo từ một sợi dây…”                                                                                        |                                                 |                                     |                                                         |
| Christ Carrying the Cross                                           | k. 1500 | Sơn dầu trên gỗ dương                           |                                     | Bộ sưu tập tư nhân, San Francisco                       |
|                                                                     | Trước đây được Sotheby's gán cho Gian Francesco Maineri. |                                                 |                                     |                                                         |
| Ngựa và Kỵ Sĩ                                                       | k. 1506–1508 (Pedretti 1985) k. 1506–1510 (Kemp 1992) k. 1508–1511 (Solari 2016) | Beeswax                                         |                                     | Bộ sưu tập tư nhân, London                              |
|                                                                     | Tượng sáp fragmentary trong bộ sưu tập tư nhân ở London, từng thuộc Bộ sưu tập Sangiorgi tại Rome; được cho là từ tài sản của Melzi tại Vaprio d’Adda. Carlo Pedretti năm 1985 cho rằng tác phẩm này là của Leonardo, và Martin Kemp, sau khi kiểm tra cá nhân bức tượng sáp viết năm 1992, “Kết luận chung của tôi là tôi sẽ không loại trừ việc gán cho Leonardo.” Tuy nhiên, năm 2019 Kemp nói với Bloomberg, “Trong mắt tôi nó không đáng tin như một tác phẩm điêu khắc của Leonardo”, lưu ý rằng nó không có đặc điểm nào về giải phẫu ngựa hoặc áo giáp như có thể mong đợi từ Leonardo. Việc gán tên đã bị nhiều nhà sử học nghệ thuật và ấn phẩm chỉ trích |                                                 |                                     |                                                         |
| Lucan portrait of Leonardo da Vinci                                 | k. 1505–1510 | Tempera grassa trên gỗ dương                    | 40 cm × 60 cm 16 in × 24 in         | Museo delle Antiche Genti di Lucania, Vaglio Basilicata |
|                                                                     | Một bức tranh được phát hiện năm 2008 gần Naples, có hình dạng rất giống bản sao thế kỷ 17 của Uffizi về “Chân dung tự họa của Leonardo da Vinci”, hiện đang được phục chế và điều tra. Phân tích khoa học xác nhận niên đại vào cuối thế kỷ 15 hoặc đầu thế kỷ 16. Dấu vân tay trùng với dấu trên Lady with an Ermine. Ngoài ra còn có giả thiết gán cho Cristofano dell'Altissimo. |                                                 |                                     |                                                         |
| Portrait of a Man in Red Chalk                                      | k. 1512 | Phấn đỏ trên giấy                               | 33,3 cm × 21,6 cm 13,1 in × 8,5 in  | Biblioteca Reale, Turin                                 |
|                                                                     | **Được một số học giả công nhận**, nhưng không được bác bỏ rộng rãi. |                                                 |                                     |                                                         |
| Bacchus                                                             | k. 1513–1516 k. 1510–1515, sau đó được sửa và thay đổi | Sơn dầu trên bảng gỗ óc chó, chuyển sang canvas | 177 cm × 115 cm 70 in × 45 in       | Louvre, Paris                                           |
|                                                                     | **Gây tranh cãi** Thường được coi là bản sao trong xưởng của một bản vẽ. Theo Kemp, nó có thể được Leonardo khởi đầu như một hình tượng của John the Baptist. |                                                 |                                     |                                                         |
| Mary Magdalene                                                      | 1515 |                                                 | 58 cm × 45 cm 23 in × 18 in         | Bộ sưu tập tư nhân, Thụy Sĩ                             |
|                                                                     | Được mô tả như một bức tranh có thể là của Leonardo bởi Carlo Pedretti. Trước đây được gán cho Giampietrino, người đã vẽ nhiều tác phẩm tương tự về Magdalenes. Pedretti không được các học giả khác chấp nhận, ví dụ như Carlo Bertelli (cựu giám đốc Pinacoteca di Brera ở Milan), người nói rằng chủ đề có thể là một Lucretia với con dao đã bị loại bỏ. |                                                 |                                     |                                                         |